# Cultura polacca durante la Seconda guerra mondiale
La cultura polacca durante la Seconda guerra mondiale fu soffocata dalle potenze occupanti della Germania nazista e dell'Unione Sovietica, entrambe le quali erano ostili al popolo e al retaggio culturale della Polonia. Le politiche volte al genocidio culturale ebbero come risultato la morte di migliaia di studiosi e di artisti e il furto e la distruzione di innumerevoli manufatti culturali. Il "maltrattamento dei Polacchi fu uno dei molti modi in cui il regime nazista e quello sovietico avevano finito per rassomigliarsi", scrisse lo storico britannico Niall Ferguson.
Gli occupanti saccheggiarono e distrussero gran parte del retaggio culturale e storico della Polonia, mentre perseguitavano e assassinavano i membri dell'élite culturale. La maggior parte delle scuole polacche furono chiuse, e quelle che rimasero aperte videro i loro corsi significativamente alterati.
Nondimeno, organizzazioni clandestine e individui – in particolare lo Stato segreto polacco – salvarono gran parte dei più preziosi tesori culturali della Polonia e lavorarono per recuperare quante più istituzioni e manufatti culturali possibili. La Chiesa cattolica e alcuni individui facoltosi contribuirono alla sopravvivenza di alcuni artisti e delle loro opere. Malgrado le severe punizioni dei nazisti e dei sovietici, le attività culturali clandestine polacche, che includevano pubblicazioni, concerti, teatro dal vivo, educazione e ricerca accademica, continuarono durante tutta la guerra.

## Antefatto
Nel 1795 la Polonia cessò di esistere come nazione sovrana e per tutto il XIX secolo rimase spartita in diversa misura tra l'impero prussiano, austriaco e russo. Solo alla fine della Prima guerra mondiale fu restaurata l'indipendenza e riunita la nazione, anche se il tracciamento delle linee di confine fu, necessariamente, un punto controverso. La Polonia indipendente durò solo 21 anni prima che fosse di nuovo attaccata e divisa tra le potenze straniere.
Il 1º settembre 1939, la Germania invase la Polonia, iniziando la seconda guerra mondiale, e il 17 settembre, in conformità al Patto Molotov-Ribbentrop, la Polonia fu invasa dall'Unione Sovietica. Successivamente la Polonia fu spartita di nuovo – tra queste due potenze – e rimase sotto la loro occupazione per la maggior parte della guerra. Entro il 1º ottobre, la Germania e l'Unione Sovietica avevano completamente invaso la Polonia, sebbene il governo polacco non si fosse mai formalmente arreso e si fosse presto formato lo Stato segreto polacco, subordinato al governo polacco in esilio. L'8 ottobre, la Germania nazista annetté le aree occidentali della Polonia pre-bellica e, nel resto dell'area occupata, stabilì il Governatorato Generale. L'Unione Sovietica dovette rinunciare temporaneamente alle acquisizioni territoriali che aveva fatto nel 1939 a causa dell'invasione tedesca dell'Unione Sovietica, ma le riannetté permanentemente dopo averle riconquistate a metà del 1944. Nel corso della guerra, la Polonia perse oltre il 20% della sua popolazione pre-bellica nel mezzo di un'occupazione che segnò la fine della Seconda Repubblica di Polonia.

## Distruzione della cultura polacca

### Occupazione tedesca

#### Politica
La politica della Germania verso la nazione polacca e la sua cultura si evolse durante il corso della guerra. A molti funzionari e ufficiali militari tedeschi inizialmente non furono date direttive chiare sul trattamento delle istituzioni culturali polacche, ma questo cambiò rapidamente. Immediatamente dopo la loro invasione della Polonia, nel settembre 1939 il governo della Germania nazista implementò i primi stadi (il "piccolo piano") del Generalplan Ost. La politica basilare fu delineata dall'Ufficio per la politica razziale di Berlino in un documento intitolato Riguardo al trattamento degli abitanti degli ex Territori polacchi, da un punto di vista politico-razziale. Gli Slavi che vivevano a est della frontiera tedesca pre-bellica dovevano essere germanizzati, schiavizzati o estirpati, a seconda se vivessero nei territori direttamente annessi allo stato tedesco o nel Governatorato Generale.
Gran parte della politica tedesca sulla cultura tedesca fu formulata durante un incontro tra il governatore del Governatorato Generale Hans Frank, e il ministro nazista della propaganda Joseph Goebbels, a Łódź il 31 ottobre 1939. Goebbels dichiarò che "La nazione polacca non vale la pena di essere chiamata una nazione colta". Lui e Frank concordarono che per i Polacchi le opportunità di sperimentare la loro cultura dovevano essere severamente limitate: niente teatri, cinema o cabaret; niente accesso alla radio o alla stampa; e niente istruzione. Frank suggerì che ai Polacchi si dovevano mostrare periodicamente film che mettessero in risalto le imprese del Terzo Reich e che infine ci si doveva rivolgere loro esclusivamente con il megafono. Durante le settimane successive le scuole polacche oltre i livelli professionali intermedi furono chiuse, come lo furono i teatri e molte altre istituzioni culturali. L'unico giornale in lingua polacca pubblicato nella Polonia occupata fu anch'esso chiuso, e cominciarono gli arresti degli intellettuali polacchi.
Nel marzo 1940, tutte le attività culturali finirono sotto il controllo del Dipartimento per l'informazione del popolo e la propaganda (Abteilung für Volksaufklärung und Propaganda) del Governatorato Generale, il cui nome fu cambiato un anno dopo in "Dipartimento superiore per la propaganda" (Hauptabteilung Propaganda). Ulteriori direttive emanate in primavera e all'inizio dell'autunno riflettevano le politiche che erano state delineate da Frank e Goebbels durante l'autunno precedente. Uno dei primi decreti del Dipartimento proibì l'organizzazione di tutte le attività culturali tranne le più "primitive" senza la preventiva approvazione del Dipartimento. Gli spettacoli di "bassa qualità", inclusi quelli di natura erotica o pornografica, erano tuttavia un'eccezione — quelli dovevano essere popolarizzati per placare la popolazione e mostrare al mondo la "vera" cultura polacca nonché creare l'impressione che la Germania non stesse impedendo ai Polacchi di esprimersi. Gli specialisti della propaganda tedesca invitavano i critici di paesi neutrali a esibizioni "polacche" appositamente organizzate, che erano progettate specificamente per essere noiose o pornografiche, e le presentavano loro come tipiche attività culturali polacche. La cooperazione polacco-tedesca in questioni culturali, come esibizioni pubbliche congiunte, era rigidamente proibita. Nel frattempo, uno schema di registrazione obbligatoria per scrittori e artisti fu introdotto nell'agosto 1940. Poi, in ottobre, la stampa di libri in lingua polacca fu proibita; i titoli esistenti furono censurati e spesso confiscati. Che i Nazisti abbiano promosso la pornografia in Polonia - o in qualsiasi altra parte - è contestato da coloro che sottolineano che la Germania nazista bandì la pornografia il 23 febbraio 1933 (Richard Plant, The Pink Triangle) e che Hitler, in Mein Kampf, vedeva la pornografia come inestricabilmente connessa al piano degli Ebrei mondiali di corrompere la razza ariana. Il libro di Czeslaw Madajczyk, la presunta fonte della rivendicazione sul "porno polacco", non è disponibile in inglese.
Nel 1941, la politica tedesca si evolse ulteriormente, esigendo la distruzione completa dei Polacchi, che i Nazisti consideravano "subumani" (Untermenschen). In un periodo da dieci a venti anni, i territori polacchi sotto occupazione tedesca interamente ripuliti dalle persone di etnia polacca e popolati da coloni tedeschi. La politica fu un po' allentata negli anni finali dell'occupazione (1943–44), in considerazione delle sconfitte militari tedesche e dell'avvicinarsi del Fronte orientale. I Tedeschi speravano che una politica culturale più accomodante avrebbe ridotto le agitazioni e indebolito la Resistenza polacca. I Polacchi furono di nuovo ammessi in quei musei che ora sostenevano la propaganda e l'indottrinamento tedesco, come il museo di Chopin appena creato, che enfatizzava le radici tedesche (inventate) del compositore. Le restrizioni sugli spettacoli educativi, teatrali e musicali furono attenuate.
Dato che la Seconda Repubblica di Polonia era uno stato multiculturale, le politiche e la propaganda tedesche cercarono anche di creare e incoraggiare conflitti tra i gruppi etnici, alimentando le tensioni tra Polacchi ed Ebrei, e tra Polacchi e Ucraini. A Łódź, i Tedeschi obbligarono gli Ebrei ad aiutarli a distruggere un monumento a un eroe polacco, Tadeusz Kościuszko, e li filmarono mentre commettevano l'atto. Subito dopo, i Tedeschi misero a fuoco una sinagoga ebraica e ripresero alcuni Polacchi che si trovavano ad assistere, dipingendoli nella propaganda come una "folla vendicativa". Questa politica divisiva si rifletté nella decisione dei Tedeschi di distruggere il sistema educativo polacco, mostrando invece al tempo stesso una relativa tolleranza verso il sistema scolastico ucraino. Come spiegò l'alto ufficiale nazista Erich Koch, "Dobbiamo fare tutto il possibile affinché quando un polacco incontra un ucraino, egli sia pronto a uccidere l'ucraino e, viceversa, l'ucraino sia pronto a uccidere il polacco."

#### Saccheggio

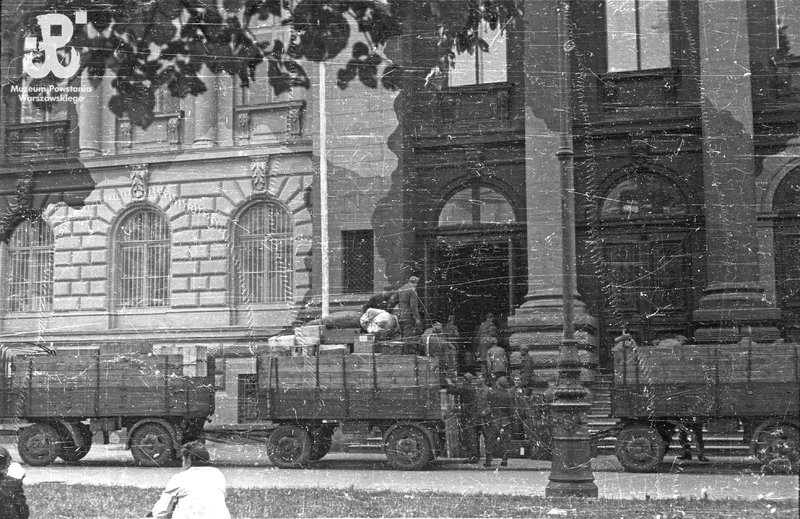
I Tedeschi saccheggiano il Museo Zachęta a Varsavia, estate 1944

Nel 1939, mentre veniva istituito il regime di occupazione, i Nazisti confiscarono il patrimonio statale polacco e gran parte del patrimonio privato. Innumerevoli oggetti d'arte furono saccheggiati e portati in Germania, in linea con un piano che era stato tracciato ben prima dell'invasione. Il saccheggio fu supervisionato da esperti delle unità SS-Ahnenerbe, Einsatzgruppen, che erano responsabili delle opere d'arte, e da esperti dell'Haupttreuhandstelle Ost, che erano responsabili di oggetti più mondani. Articoli notevoli saccheggiati dai Nazisti includevano l'Altare di Veit Stoss e dipinti di Raffaello, Rembrandt, Leonardo da Vinci, Canaletto e Bacciarelli. La maggior parte degli oggetti d'arte importanti erano stati "messi al sicuro" dai Nazisti nel giro di sei mesi dal settembre 1939; entro la fine del 1942, gli ufficiali tedeschi stimavano che "oltre il 90%" delle opere d'arte precedentemente in Polonia era in loro possesso. Alcune opere d'arte furono spedite a musei tedeschi, come il Führermuseum progettato a Linz, mentre altre opere d'arte diventarono proprietà privata di ufficiali nazisti. Furono presi oltre 516.000 singoli oggetti d'arte, inclusi 2.800 dipinti di pittori europei; 11.000 opere di pittori polacchi; 1.400 sculture, 75.000 manoscritti, 25.000 mappe e 90.000 libri (inclusi oltre 20.000 stampati prima del 1800); nonché centinaia di migliaia di altri oggetti di valore artistico e storico. Furono presi perfino animali esotici dagli zoo.

#### Distruzione
Molti luoghi di apprendimento e cultura — università, scuole, biblioteche, musei, teatri e cinema — furono o chiusi o designati come Nur für Deutsche (Solo per Tedeschi). Venticinque musei e una moltitudine di altre istituzioni furono distrutte durante la guerra. Secondo una stima, alla fine della guerra il 43% dell'infrastruttura delle istituzioni di istruzione e di ricerca della Polonia e il 14% dei suoi musei erano stati distrutti. Secondo un'altra stima, solo 105 dei 175 musei della Polonia pre-bellica sopravvissero alla guerra, e appena 33 di queste istituzioni furono in grado di riaprire. Delle 603 istituzioni scientifiche della Polonia pre-bellica, circa la metà fu totalmente distrutta e solo poche sopravvissero alla guerra relativamente intatte.

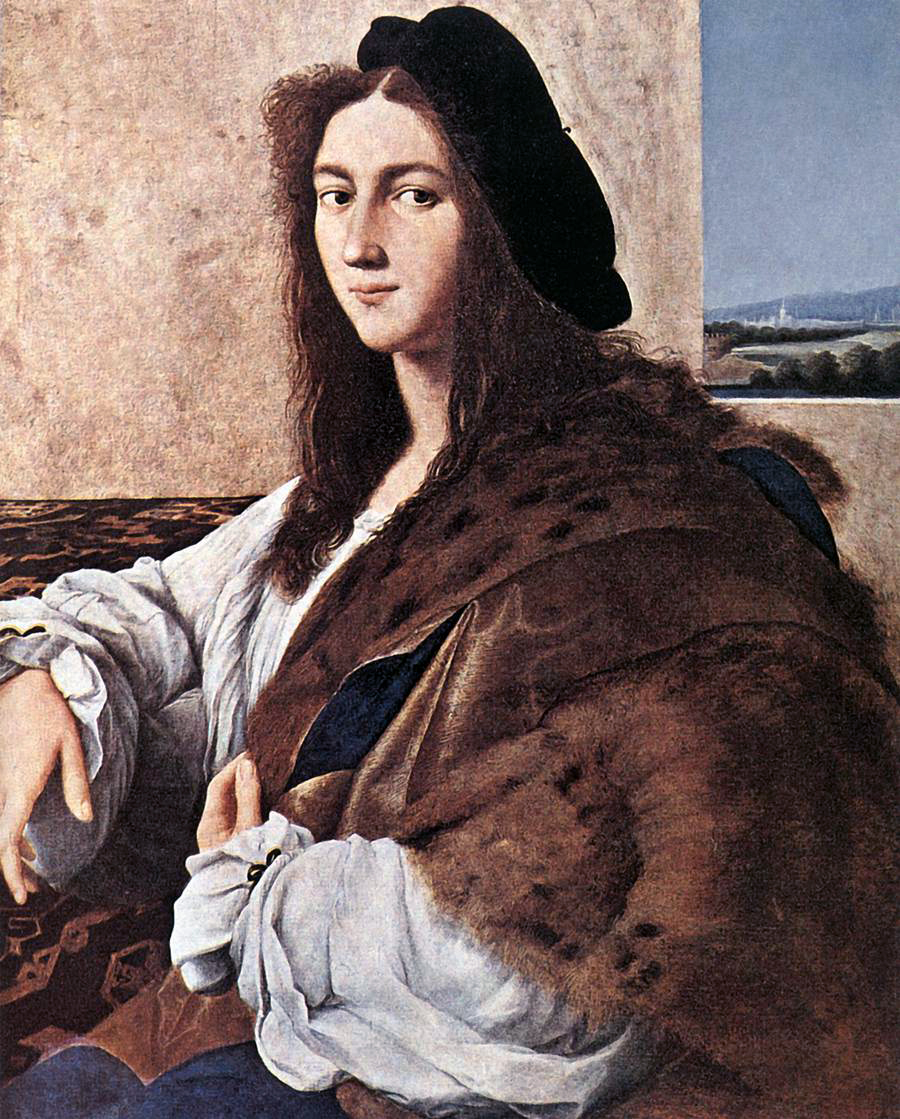
Ritratto di giovane uomo, di Raffaello, ca. 1514. Probabilmente un autoritratto, e se è così, il singolo oggetto d'arte più prezioso razziato dai Nazisti in Polonia. Un tempo nella collezione del Museo Czartoryski a Cracovia, la sua ubicazione resta ignota.

Molti professori universitari, nonché insegnanti, avvocati, artisti, scrittori, sacerdoti e altri membri dell'intellighenzia polacca furono arrestati e giustiziati, o deportati nei campi di concentramento, durante operazioni come AB-Aktion. Questa particolare campagna ebbe come risultato l'infame Sonderaktion Krakau e il massacro dei professori di Lwów. Durante la seconda guerra mondiale la Polonia perse dal 39% al 45% dei suoi medici e dentisti, dal 26% al 57% dei suoi avvocati, dal 15% al 30% dei suoi insegnanti, dal 30% al 40% dei suoi scienziati e professori universitari e dal 18% al 28% del suo clero. L'intellighenzia ebraica fu completamente sterminata. Il ragionamento dietro questa politica fu articolato chiaramente da un gauleiter: "Nel mio quartiere, [qualsiasi polacco che] mostri segni di intelligenza sarà ucciso.".
Come parte del loro programma per sopprimere la cultura polacca, i Nazisti tedeschi tentarono di distruggere il Cristianesimo in Polonia, con una particolare enfasi sulla Chiesa cattolica. In alcune parti della Polonia occupata, ai Polacchi fu limitato, o addirittura vietato, di assistere a funzioni religiose. Allo stesso tempo, il patrimonio della Chiesa fu confiscato, furono poste proibizioni sull'uso della lingua polacca nelle funzioni religiose, le organizzazioni affiliate alla Chiesa cattolica furono abolite e fu vietato di eseguire certi canti religiosi — o di leggere brani della Bibbia — in pubblico. Le peggiori condizioni si trovavano nel Reichsgau Wartheland, che i Nazisti trattarono come laboratorio per le loro politiche antireligiose. Il clero e i capi religiosi polacchi occupavano un posto di primo piano tra le figure dell'intellighenzia che furono prese di mira per lo sterminio.
Per prevenire l'ascesa di una nuova generazione di Polacchi istruiti, gli ufficiali tedeschi decretarono che la scolarizzazione dei bambini polacchi fosse limitata a pochi anni di istruzione elementare. Il Reichsführer-SS Heinrich Himmler scrisse, in un memorandum del maggio 1940: "Il solo fine di questa scolarizzazione è di insegnare loro la semplice aritmetica, niente sopra il numero 500; come scrivere il proprio nome; e la dottrina che è legge divina obbedire ai Tedeschi ... Non considero desiderabile una conoscenza della lettura." Hans Frank gli fece eco: "I Polacchi non hanno bisogno di università o di scuole secondarie; le terre polacche devono essere convertite in un deserto intellettuale." La situazione era particolarmente atroce negli ex territori polacchi al di là del Governatorato Generale, che erano stati annessi al Terzo Reich. La politica specifica variava da territorio a territorio, ma in generale non c'era affatto un'istruzione in lingua polacca. La politica tedesca costituì una drastica germanizzazione della popolazione. Gli insegnanti polacchi furono licenziati e alcuni furono invitati a frequentare incontri di "orientamento" con la nuova amministrazione, dove furono o arrestati sommariamente o giustiziati sul posto. Alcuni scolari polacchi furono mandati in scuole tedesche, mentre altri furono mandati in scuole speciali dove trascorrevano la maggior parte del loro tempo come lavoratori non pagati, di solito in fattorie gestite da Tedeschi; parlare polacco comportava severe punizioni. Ci si aspettava che i bambini polacchi, una volta terminata la loro istruzione primaria, cominciassero a lavorare all'età da 12 a 15 anni. Nei territori orientali non inclusi nel Governatorato Generale (Bezirk Bialystok, Reichskommissariat Ostland e Reichskommissariat Ukraine) molte scuole primarie furono chiuse, e la maggior parte dell'istruzione era svolta in lingue diverse dal polacco come l'ucraino, il bielorusso e il lituano. Nella regione di Bezirk Bialystok, ad esempio, l'86% delle scuole che erano esistite prima della guerra furono chiuse durante i primi due anni dell'occupazione tedesca, e alla fine dell'anno successivo quella cifra era salita al 93%.

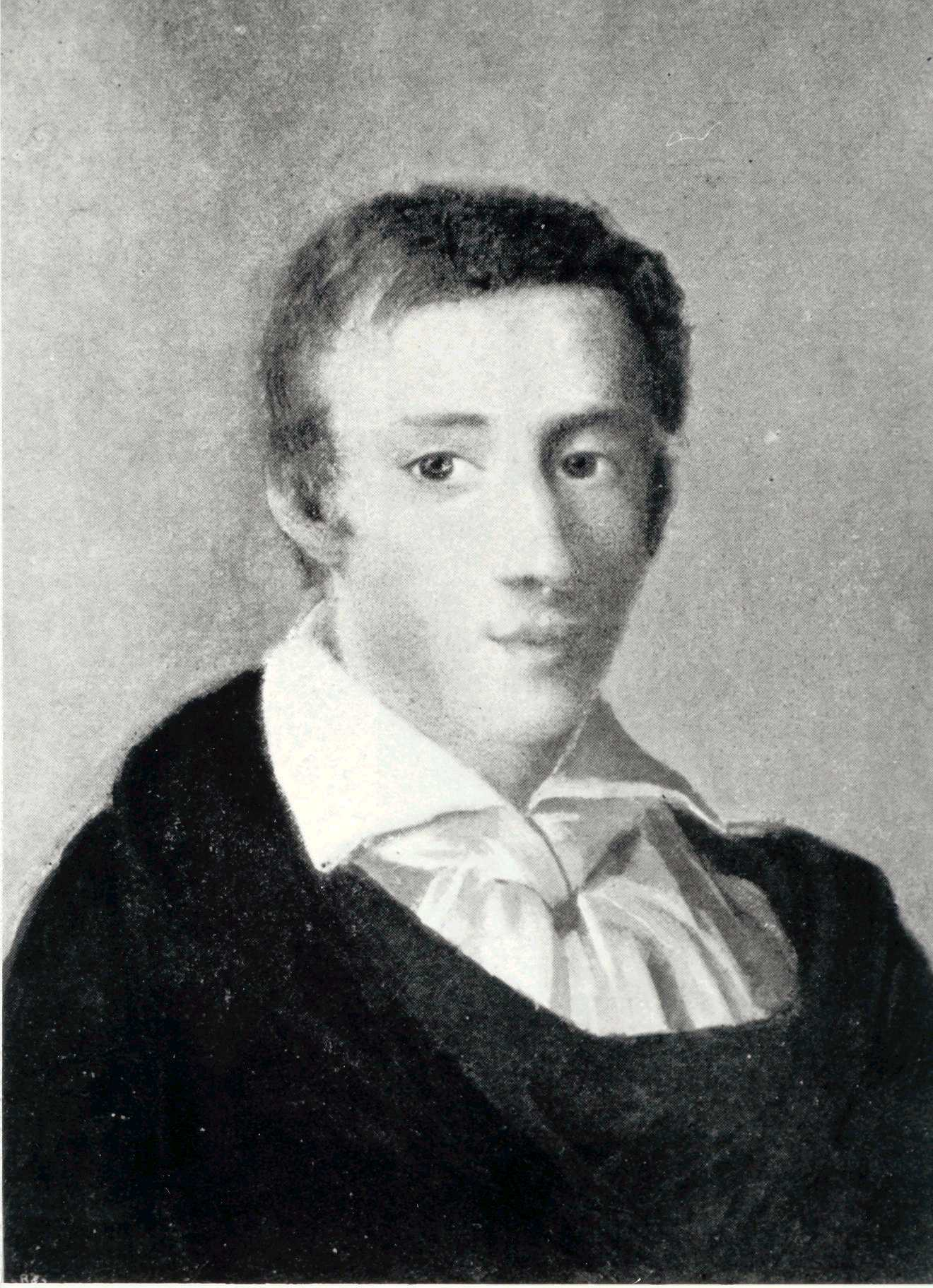
Foto del più antico ritratto, del 1829, di Chopin, di Mieroszewski. Distrutto a Varsavia, settembre 1939.

Lo stato delle scuole primarie polacche era in un po' migliore nel Governatorato Generale, benché alla fine del 1940, solo il 30% delle scuole del periodo pre-bellico fossero operative, e solo il 28% dei bambini polacchi dell'anteguerra le frequentasse. Un memorandum della polizia tedesca dell'agosto 1943 descriveva la situazione nel modo seguente:
Nel Governatorato Generale, le scuole rimanenti furono assoggettate al sistema d'istruzione tedesco, e il numero e la competenza del loro personale polacco fu costantemente ridimensionata. Tutte le università e la maggior parte delle scuole secondarie furono chiuse, se non immediatamente dopo l'invasione, poi a metà del 1940. Alla fine del 1940, non rimaneva in funzione nessuna istituzione di istruzione ufficiale polacca di livello superiore a una scuola professionale, e non offrivano niente al di là dell'elementare formazione tecnica e commerciale richiesta per l'economia nazista. La scolarizzazione primaria doveva durare almeno per sette anni, ma le classi negli ultimi due anni del programma dovettero essere limitate per riunirsi un solo giorno a settimana. Non c'erano soldi per il riscaldamento delle scuole in inverno. Le classi e le scuole dovettero essere fuse, gli insegnanti polacchi licenziati e i risparmi derivanti usati per sovvenzionare la creazione di scuole per i figli della minoranza tedesca o per creare caserme per le truppe tedesche. Nessun nuovo insegnante polacco doveva essere formato. Il curriculum educativo fu censurato; materie come letteratura, storia e geografia furono eliminate. I vecchi libri di testo furono confiscati e le biblioteche scolastiche furono chiuse. I nuovi obiettivi educativi per i Polacchi includevano il convincerli che il loro fato nazionale fosse senza speranza, e insegnare loro a essere remissivi e rispettosi con i Tedeschi. Ciò fu realizzato attraverso tattiche deliberate come incursioni della polizia nelle scuole, perquisizioni della stessa polizia tra gli effetti personali degli studenti, arresti di massa di studenti e insegnanti, e l'impiego degli studenti come lavoratori forzati, spesso deportandoli in Germania come lavoratori stagionali.

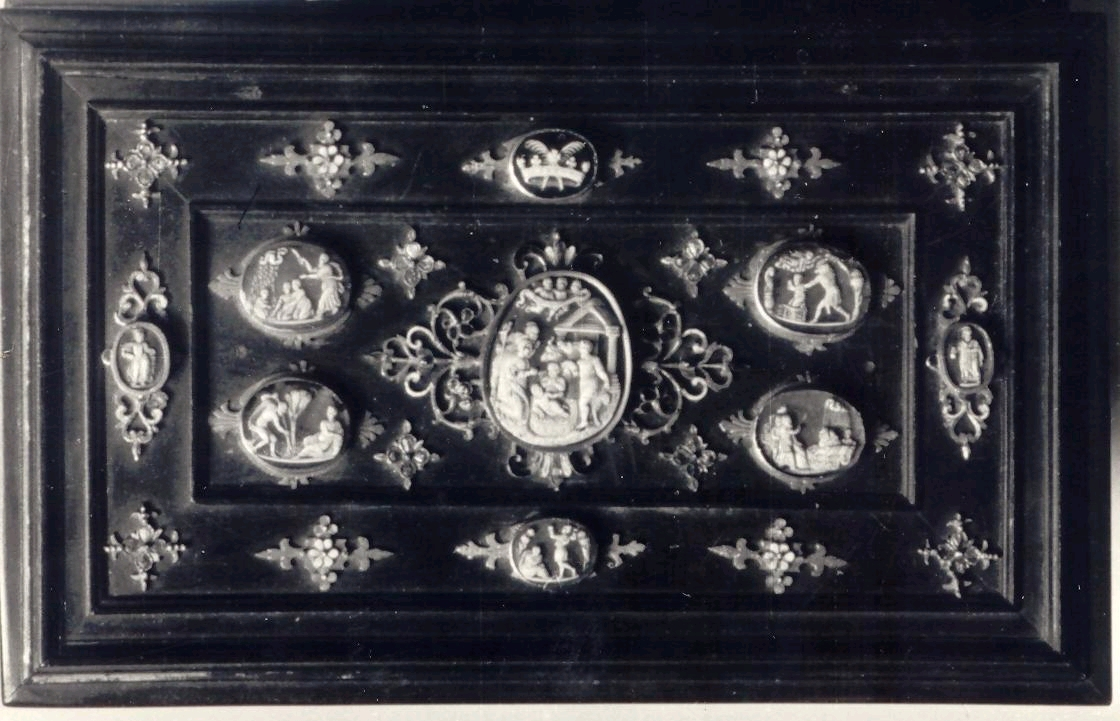
Cofanetto del XVI secolo della regina Bona, razziato e distrutto dai Tedeschi nel 1939.

I Tedeschi furono particolarmente attivi nella distruzione della cultura ebraica in Polonia; quasi tutte le sinagoghe in legno vi furono distrutte. Inoltre, la vendita di opere della letteratura ebraica fu bandita in tutta la Polonia.
La letteratura polacca affrontò un fato simile nei territori annessi alla Germania, dove la vendita dei libri polacchi era proibita. La distruzione pubblica dei libri polacchi non fu limitata a quelli sequestrati nelle biblioteche, ma incluse anche i libri che furono confiscati nelle case private. Gli ultimi titoli di libri polacchi non ancora proscritti furono ritirati nel 1943; perfino i libri di preghiere furono confiscati. Subito dopo l'inizio dell'occupazione, la maggior parte delle biblioteche furono chiuse; a Cracovia, circa l'80% delle biblioteche furono chiuse immediatamente, mentre il resto videro le loro collezioni decimate dai censori. Le forze occupanti distrussero le collezioni di libri polacchi, inclusa la Biblioteca del Sejm e del Senato, la Biblioteca del Fondo Przedziecki, la Biblioteca del Fondo Zamoyski, la Biblioteca Militare Centrale e la Collezione Rapperswil. Nel 1941, fu chiusa a Varsavia l'ultima biblioteca pubblica polacca nei territori occupati dalla Germania. Durante la guerra, le biblioteche di Varsavia persero circa un milione di volumi, ovvero il 30% delle loro collezioni. Più dell'80% di queste perdite furono il risultato diretto di purghe piuttosto che del conflitto bellico. Nel complesso, si stima che circa 10 milioni di volumi provenienti da biblioteche statali e da istituzioni perirono durante la guerra.
Le bandiere e gli altri simboli polacchi furono confiscati. La guerra alla lingua polacca incluse l'abbattimento delle insegne in polacco e la messa al bando dei discorsi in polacco nei luoghi pubblici. Le persone che parlavano polacco nelle strade venivano spesso insultate e perfino aggredite fisicamente. Prevalse la germanizzazione dei nomi di luogo. Molti tesori della cultura polacca – compresi memoriali, targhe e monumenti agli eroi nazionali (ad es., il monumento ad Adam Mickiewicz a Cracovia) – furono distrutti. A Toruń, tutti i monumenti e le targhe polacche furono abbattute. Dozzine di monumenti furono distrutti in tutta la Polonia. I Nazisti pianificarono di radere al suolo intere città.

#### Censura e propaganda

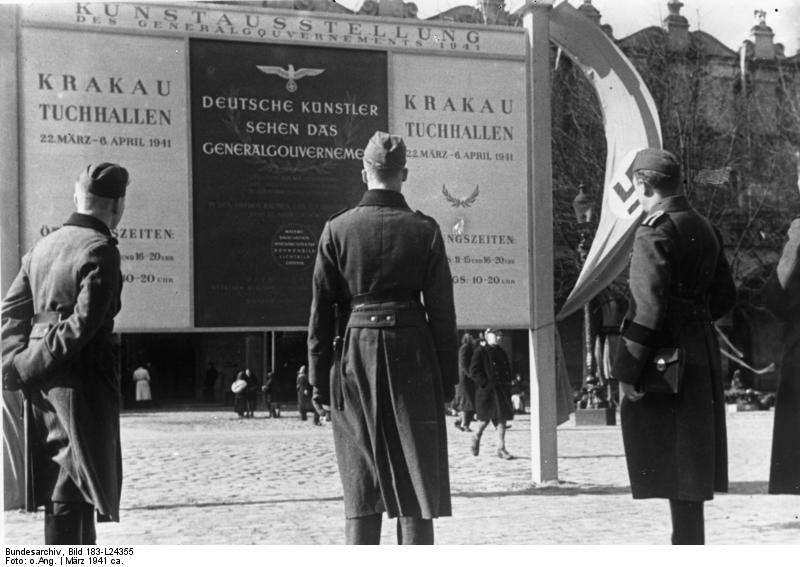
Cracovia, 1941. Annuncio di una mostra d'arte nell'edificio del Mercato dei tessuti: "Come gli artisti tedeschi vedono il Governatorato Generale".

I Tedeschi proibirono la pubblicazione di qualsiasi normale libro, studio letterario o saggio accademico in lingua polacca. Nel 1940, parecchie tipografie controllate dai Tedeschi cominciarono a operare nella Polonia occupata, pubblicando articoli come dizionari polacco-tedesco e romanzi antisemitici e anticomunisti.
La censura all'inizio prese di mira libri che erano considerati "seri", compresi testi scientifici ed educativi e testi che si pensava promuovessero il patriottismo polacco; solo la narrativa che fosse priva di sfumature antitedesche era permessa. Le opere letterarie bandite includevano mappe, atlanti e pubblicazioni in lingua inglese e francese, compresi i dizionari. Furono creati vari indici non pubblici dei libri proibiti, e oltre 1.500 scrittori polacchi furono dichiarati "pericolosi per lo stato e la cultura tedesche". L'indice degli autori banditi includeva autori polacchi quali Adam Mickiewicz, Juliusz Słowacki, Stanisław Wyspiański, Bolesław Prus, Stefan Żeromski, Józef Ignacy Kraszewski, Władysław Reymont, Stanisław Wyspiański, Julian Tuwim, Kornel Makuszyński, Leopold Staff, Eliza Orzeszkowa e Maria Konopnicka. Il mero possesso di tali libri era illegale e punibile con l'incarcerazione. La vendita porta a porta di libri fu bandita, e le librerie — che avevano bisogno di una licenza per operare — furono o svuotate o chiuse.

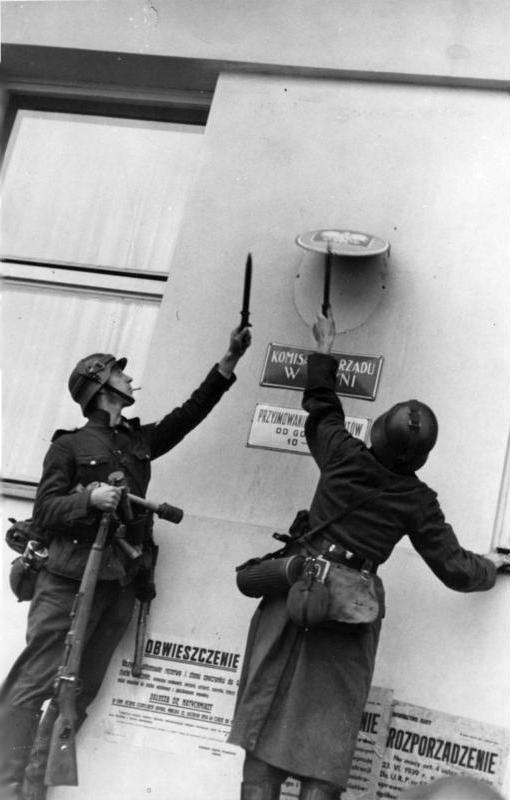
Soldati della Wehrmacht distruggono le insegne del governo polacco a Gdynia, settembre 1939.

Ai Polacchi fu vietato, sotto pena di morte, di possedere delle radio. La stampa fu ridotta da oltre 2.000 pubblicazioni a poche dozzine, tutte censurate dai Tedeschi. Tutti i giornali dell'anteguerra furono chiusi, e i pochi che furono pubblicati durante l'occupazione erano nuove creazioni sotto il totale controllo dei Tedeschi. Una tale completa distruzione della stampa era senza precedenti nella storia contemporanea. L'unica materia di lettura ufficialmente disponibile era la stampa di propaganda che veniva disseminata dall'amministrazione di occupazione tedesca. I cinema, ora sotto il controllo della macchina della propaganda tedesca, videro la loro programmazione dominata dai film dei Nazisti tedeschi, che erano preceduti da cinegiornali di propaganda. I pochi film polacchi che si permetteva di mostrare (circa il 20% della programmazione totale) erano montati in modo da eliminare riferimenti ai simboli nazionali polacchi oltre che agli attori e ai produttori ebrei. Parecchi film di propaganda furono girati in polacco, anche se nessun film polacco fu mostrato dopo il 1943. Poiché tutti i profitti dei cinema polacchi andavano ufficialmente alla produzione bellica tedesca, la frequentazione delle sale fu scoraggiata dal movimento clandestino polacco; un famoso slogan clandestino affermava: "Tylko świnie siedzą w kinie" ("Solo i maiali vanno al cinema"). Una situazione simile si poneva di fronte ai teatri, ai quali i Tedeschi vietavano di produrre spettacoli "seri". In realtà, furono create numerose opere di propaganda per i palcoscenici teatrali. Quindi, anche le produzioni teatrali furono boicottate dal movimento clandestino. In aggiunta, gli attori furono scoraggiati dal recitarvi e ammoniti che sarebbero stati etichettati come collaboratori se non si fossero conformati. Ironicamente, le restrizioni sulle esibizioni culturali furono allentate nei ghetti ebraici, dato che i Tedeschi desideravano distrarre gli abitanti del ghetto e impedire loro di capire quello che sarebbe stato il loro destino finale.
La musica era la meno limitata delle attività culturali, probabilmente perché Hans Frank si considerava un appassionato di musica seria. Col tempo, ordinò la creazione dell'Orchestra Sinfonica del Governatorato Generale nella capitale, Cracovia. Numerose esibizioni musicali erano permesse nei caffè e nelle chiese, e il movimento clandestino polacco scelse di boicottare soltanto le opere propagandistiche. Gli artisti figurativi, compresi pittori e scultori, erano costretti a registrarsi presso il governo tedesco; ma la loro opera era generalmente tollerata dal movimento clandestino, a meno che non veicolasse temi propagandistici. I musei, che avevano abbassato le saracinesche, furono sostituiti da mostre d'arte occasionali che convogliavano frequentemente temi propagandistici.
Lo sviluppo della propaganda nazista nella Polonia occupata può essere diviso in due fasi principali. Gli sforzi iniziali furono diretti alla creazione di un'immagine negativa della Polonia prebellica, e gli sforzi successivi furono volti a incoraggiare atteggiamenti antisovietici, antisemitici e pro-tedeschi.

### Occupazione sovietica
Dopo l'invasione sovietica della Polonia (cominciata il 17 settembre 1939) che seguì l'invasione tedesca che aveva segnato l'avvio della Seconda guerra mondiale (iniziata il 1º settembre 1939), l'Unione Sovietica annetté le parti orientali (Kresy) della Seconda Repubblica di Polonia, che comprendevano 201.015 km2 e una popolazione di 13,299 milioni di abitanti. Hitler e Stalin condividevano l'obiettivo di obliterare la vita politica e culturale della Polonia, così che la Polonia, secondo lo storico Niall Ferguson, "avrebbe cessato di esistere non semplicemente come luogo, ma anche come idea".

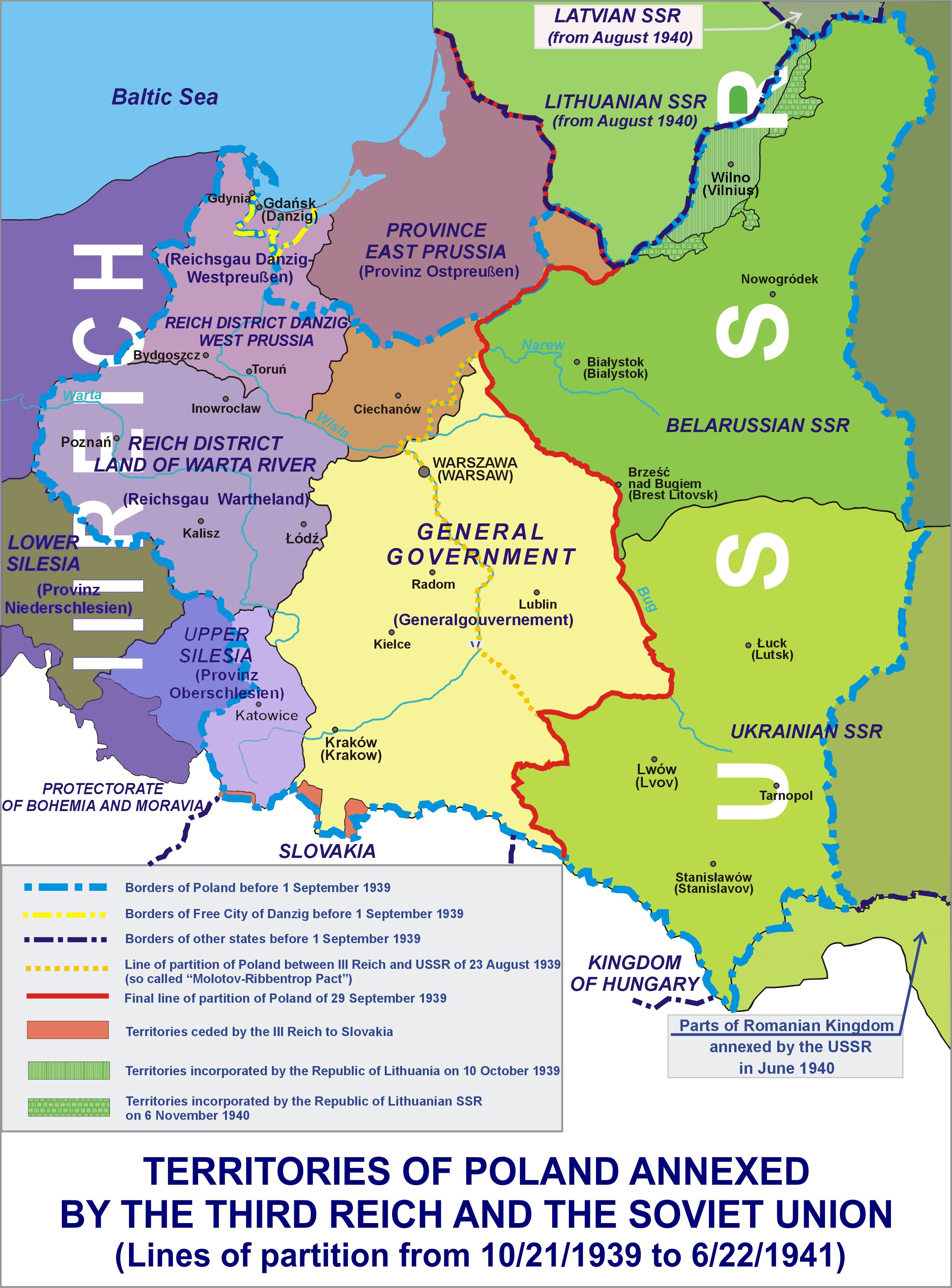
Quarta spartizione della Polonia, 1939–41, in conformità al Patto nazi-sovietico Molotov-Ribbentrop

Le autorità sovietiche consideravano il servizio prestato alle dipendenze dello stato polacco prima della guerra come un "crimine contro la rivoluzione" e un'"attività controrivoluzionaria" e arrestarono pertanto molti membri dell'intellighenzia polacca: politici, funzionari pubblici e accademici, come pure persone comuni sospettate di costituire una minaccia per il dominio sovietico. Più di un milione di cittadini polacchi furono deportati in Siberia, molti nei campi di concentramento dei gulag, per anni o decenni. Altri morirono, inclusi oltre 20.000 ufficiali militari che perirono nei massacri di Katyń.
I Sovietici sovietizzarono rapidamente le terre annesse, introducendo la collettivizzazione obbligatoria. Essi procedettero a confiscare, a nazionalizzare e a redistribuire la proprietà privata e statale. Nel processo, bandirono i partiti politici e le associazioni pubbliche e imprigionarono o giustiziarono i loro capi come "nemici del popolo". In linea con la politica antireligiosa sovietica, le chiese e le organizzazioni religiose furono perseguitate. Il 10 febbraio 1940, l'NKVD (la polizia segreta sovietica) scatenò una campagna di terrore contro gli elementi "antisovietici" nella Polonia occupata. Gli obiettivi dei Sovietici includevano persone che viaggiavano spesso all'estero, persone che erano in corrispondenza con altri paesi, esperantisti, filatelici, lavoratori della Croce Rossa, rifugiati, contrabbandieri, sacerdoti e membri di congregazioni religiose, la nobiltà, proprietari terrieri, ricchi commercianti, banchieri, industriali e proprietari di alberghi e ristoranti. Stalin, come Hitler, lavorava per eliminare la società polacca.
Le autorità sovietiche cercarono di rimuovere ogni traccia della storia polacca dall'area ora sotto il loro controllo. Il nome "Polonia" fu bandito. I monumenti furono abbattuti. Tutte le istituzioni dello smantellato stato polacco, inclusa l'Università di Lwów, furono chiuse, poi riaperte, per la maggior parte con nuovi direttori russi. L'ideologia comunista sovietica divenne preminente in ogni insegnamento. La letteratura polacca e gli studi linguistici furono dissolti dalle autorità sovietiche, e la lingua polacca fu sostituita con il russo o l'ucraino. I libri in lingua polacca furono bruciati anche nelle scuole primarie. Gli insegnanti polacchi non erano ammessi nelle scuole, e molti furono arrestati. Le lezioni si tenevano in bielorusso, lituano e ucraino, con un nuovo curriculum pro-sovietico. Come notò lo storico polacco-canadese Piotr Wróbel, citando gli storici britannici M. R. D. Foot e I. C. B. Dear, la maggioranza degli studiosi credono che "Nella zona di occupazione sovietica, le condizioni erano solo marginalmente meno aspre che sotto i Tedeschi." Nel settembre 1939, molti Ebrei polacchi erano fuggiti a est; dopo alcuni mesi di vita sotto il dominio sovietico, alcuni di loro volevano ritornare nella zona tedesca della Polonia occupata.

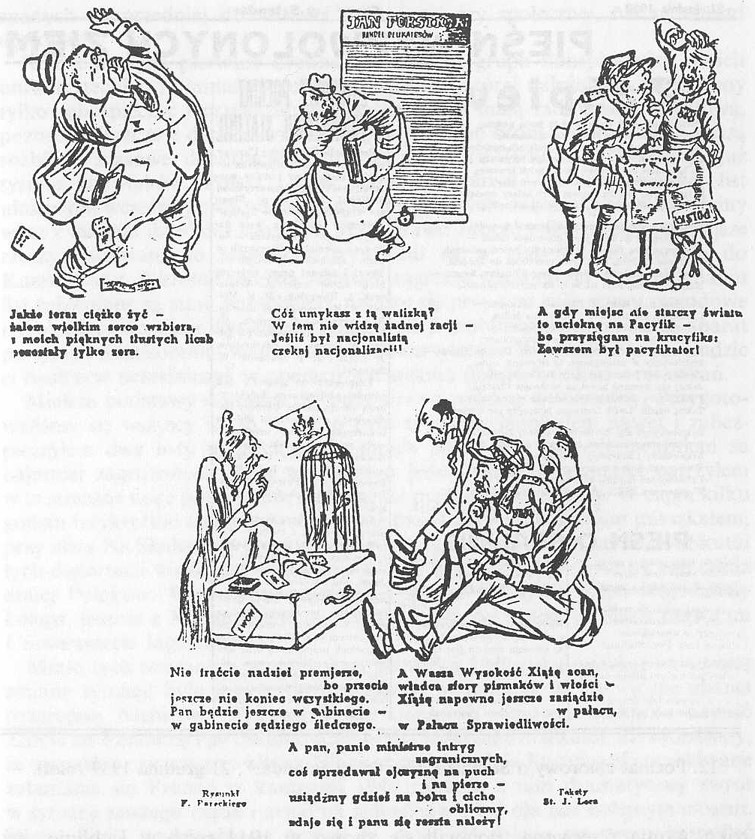
Caricature di ispirazione sovietica pubblicate in polacco a Leopoli, settembre 1940, che criticavano aspramente i Polacchi "nemici dello stato" — uomini d'affari, ufficiali dell'esercito, aristocratici.

Tutte le pubblicazioni e i mezzi di comunicazione erano sottoposti a censura. I Sovietici cercarono di reclutare intellettuali di sinistra polacchi che fossero disposti a cooperare. Subito dopo l'invasione sovietica, l'Associazione degli Scrittori dell'Ucraina sovietica creò un capitolo locale a Lwów; c'era un teatro e una stazione radio in lingua polacca. Le attività culturali polacche a Minsk e Wilno erano meno organizzate. Queste attività erano strettamente controllate dalle autorità sovietiche, che facevano in modo che esse ritraessero il nuovo regime sovietico in una luce positiva e svilissero il precedente governo polacco.
Il sostegno sovietico offerto per motivi di propaganda alle attività culturali in lingua polacca, tuttavia, cozzava con la politica ufficiale di russificazione. I Sovietici all'inizio intendevano eliminare gradualmente la lingua polacca e così bandirono il polacco dalle scuole, dai cartelli stradali e da altri aspetti della vita. Questa politica, tuttavia, fu talvolta ribaltata — inizialmente prima delle elezioni dell'ottobre 1939; e poi, dopo la conquista tedesca della Francia. Nell'autunno del 1940, i Polacchi di Lwów celebrarono l'85º anniversario della morte di Adam Mickiewicz. Presto, però, Stalin decise di riattuare le politiche di russificazione, Ribaltò di nuovo la sua decisione, tuttavia, quando sorse la necessità di una propaganda pro-sovietica in lingua polacca in seguito all'invasione tedesca dell'Unione Sovietica; come risultato Stalin permise la creazione di forze polacche ad est e in seguito decise di creare una Repubblica Popolare di Polonia di impronta comunista.
Molti scrittori polacchi collaborarono con i Sovietici, scrivendo propaganda antipolacca e pro-sovietica. Tra di loro vi erano Jerzy Borejsza, Tadeusz Boy-Żeleński, Kazimierz Brandys, Janina Broniewska, Jan Brzoza, Teodor Bujnicki, Leon Chwistek, Zuzanna Ginczanka, Halina Górska, Mieczysław Jastrun, Stefan Jędrychowski, Stanisław Jerzy Lec, Tadeusz Łopalewski, Juliusz Kleiner, Jan Kott, Jalu Kurek, Karol Kuryluk, Leopold Lewin, Anatol Mikułko, Jerzy Pański, Leon Pasternak, Julian Przyboś, Jerzy Putrament, Jerzy Rawicz, Adolf Rudnicki, Włodzimierz Słobodnik, Włodzimierz Sokorski, Elżbieta Szemplińska, Anatol Stern, Julian Stryjkowski, Lucjan Szenwald, Leopold Tyrmand, Wanda Wasilewska, Stanisław Wasilewski, Adam Ważyk, Aleksander Weintraub e Bruno Winawer.
Altri scrittori polacchi, tuttavia, rifiutarono le persuasioni sovietiche e pubblicarono invece clandestinamente: Jadwiga Czechowiczówna, Jerzy Hordyński, Jadwiga Gamska-Łempicka, Herminia Naglerowa, Beata Obertyńska, Ostap Ortwin, Tadeusz Peiper, Teodor Parnicki, Juliusz Petry. Alcuni scrittori, come Władysław Broniewski, dopo aver collaborato con i Sovietici per alcuni mesi, si unirono all'opposizione antisovietica. Similmente, Aleksander Wat, inizialmente simpatizzante del comunismo, fu arrestato dalla polizia segreta sovietica NKVD ed esiliato nel Kazakistan.

## Cultura clandestina

### Mecenati
La cultura polacca persistette nell'istruzione, nelle pubblicazioni, perfino nel teatro clandestino. Lo Stato segreto polacco creò un Dipartimento dell'istruzione e della cultura (sotto Stanisław Lorentz) che, insieme a un Dipartimento del lavoro e dell'assistenza sociale (sotto Jan Stanisław Jankowski e, in seguito, Stefan Mateja) e a un Dipartimento per l'eliminazione degli effetti della guerra (sotto Antoni Olszewski e Bronisław Domosławski), divennero i mecenati segreti della cultura polacca. Questi Dipartimenti sovrintesero agli sforzi per salvare dai saccheggi e dalla distruzione le opere d'arte nelle collezioni statali e private (soprattutto, i giganteschi dipinti di Jan Matejko che furono nascosti per tutta la guerra). Essi compilarono rapporti sulle opere saccheggiate e distrutte e fornirono ad artisti e studiosi i mezzi per continuare il loro lavoro e le loro pubblicazioni e per sostenere le loro famiglie. In tal modo, sponsorizzarono la pubblicazione clandestina (bibuła) di opere di Winston Churchill e Arkady Fiedler e di 10.000 copie di un abbecedario per la scuola primaria polacca e incaricarono gli artisti di creare un'opera d'arte della resistenza (che fu poi disseminata dall'Operazione N e da attività simili). Occasionalmente furono sponsorizzate anche esposizioni d'arte, esibizioni teatrali e concerti.
Altri importanti mecenati della cultura polacca inclusero la Chiesa cattolica e alcuni aristocratici polacchi, che parimenti sostennero gli artisti e salvaguardarono il retaggio polacco (eminenti mecenati furono, ad es., il cardinale Adam Stefan Sapieha e un ex politico, Janusz Radziwiłł). Alcuni editori privati, inclusi Stefan Kamieński, Zbigniew Mitzner e la casa editrice Ossolineum, pagarono gli scrittori per libri che sarebbero stati distribuiti dopo la guerra.

### Istruzione
In risposta alla chiusura e alla censura tedesca delle scuole polacche, la resistenza tra gli insegnanti portò quasi immediatamente alla creazione di attività educative clandestine su larga scala. Soprattutto, fu creata fin dall'ottobre 1939 l'Organizzazione segreta per l'insegnamento (Tajna Organizacja Nauczycielska, TON). Altre organizzazioni furono create localmente; dopo il 1940 essere furono sempre di più subordinate e coordinate dalla TON, che lavorava a stretto contatto con il Dipartimento della cultura e dell'istruzione dello Stato segreto, che fu creato nell'autunno 1941 e guidato da Czesław Wycech, creatore della TON. Le lezioni si tenevano o sotto la copertura di attività ufficialmente permesse o in case private e altre località. Verso il 1942, circa 1.500.000 studenti prendevano parte all'educazione primaria clandestina; nel 1944, il suo sistema secondario comprendeva 100.000 persone, e i corsi di livello universitario erano frequentati da circa 10.000 studenti (per confronto, l'iscrizione prebellica nelle università polacche era di circa 30.000 per l'anno 1938/1939). Più di 90.000 alunni delle scuole secondarie frequentarono le lezioni clandestine tenute da quasi 6.000 insegnanti fra il 1943 e il 1944 in quattro distretti del Governatorato Generale (incentrati attorno alle città di Varsavia, Cracovia, Radom e Lublino). Nel complesso, in quel periodo nel Governatorato Generale, uno ogni tre bambini stava ricevendo una qualche forma di istruzione dalle organizzazioni clandestine; il numero salì a circa il 70% per i bambini abbastanza grandi da frequentare la scuola secondaria. Si stima che, in alcune aree rurali, la copertura dell'istruzione fu in realtà migliorata (molto probabilmente perché i corsi venivano organizzati in alcuni casi da insegnanti fuggiti o deportati dalle città). In confronto alle lezioni dell'anteguerra, l'assenza di studenti ebrei polacchi era notevole, perché essi erano stati confinati dai Nazitedeschi nei ghetti; ci fu, tuttavia, un'educazione clandestina ebraica nei ghetti, spesso organizzata con il sostegno di organizzazioni polacche come la TON. Gli studenti delle scuole clandestine erano spesso anche membri della resistenza polacca.

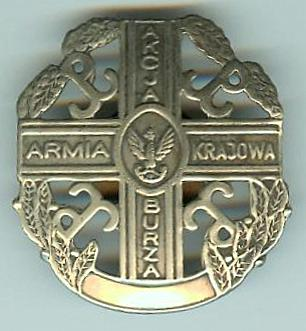
Medaglia concessa all'Esercito Nazionale polacco per il servizio nell'Operazione Tempesta

A Varsavia, vi erano oltre 70 scuole clandestine, con 2.000 insegnanti e 21.000  studenti. L'Università clandestina di Varsavia istruì 3.700 studenti, rilasciando 64 lauree magistrali e 7 dottorati. Il Politecnico di Varsavia sotto l'occupazione istruì 3.000 studenti, rilasciando 186 lauree in ingegneria, 18 dottorati e 16 abilitazioni. L'Università Jagellonica rilasciò 468 lauree magistrali and 62 dottorati, impiegò oltre 100 professori e insegnanti, e servì più di 1.000 studenti all'anno. In tutta la Polonia, molte altre università e istituzioni di istruzione superiore (di musica, teatro, arti, e altro) continuarono le loro lezioni per tutta la durata della guerra.
Furono condotte perfino alcune ricerche accademiche (ad esempio, da parte di Władysław Tatarkiewicz, un importante filosofo polacco, e Zenon Klemensiewicz, un linguista). Quasi 1.000 scienziati polacchi ricevettero fondi dallo Stato segreto, che li misero in condizione di continuare le loro ricerche.
L'atteggiamento tedesco verso l'istruzione clandestina variava a seconda se avesse luogo nel Governatorato Generale o nei territori annessi. I Tedeschi si erano quasi certamente resi conto dell'effettiva ampiezza del sistema formativo clandestino polacco verso il 1943, ma non avevano abbastanza uomini per porvi fine, probabilmente dando priorità alle risorse per affrontare la resistenza armata. Per la maggior parte, chiudere le scuole e i collegi clandestini nel Governatorato Generale non era una priorità principale per i Tedeschi. Nel 1943 un rapporto tedesco sull'istruzione ammise che il controllo di ciò che veniva insegnato nelle scuole, particolarmente in quelle rurali, era difficile, a causa della mancanza di manodopera, di trasporti e delle attività della resistenza polacca. Alcune scuole insegnavano semiapertamente materie non autorizzate in sfida alle autorizzazioni tedesche. Hans Frank notava nel 1944 che, sebbene gli insegnanti polacchi fossero un "nemico mortale" degli stati tedeschi, non potevano essere tutti eliminati immediatamente. Era percepita come una questione molto più seria nei territori annessi, in quanto ostacolava il processo di germanizzazione; il coinvolgimento nell'istruzione clandestina in quei territori era molto più probabile che conducesse a una condanna a un campo di concentramento.

### Stampa

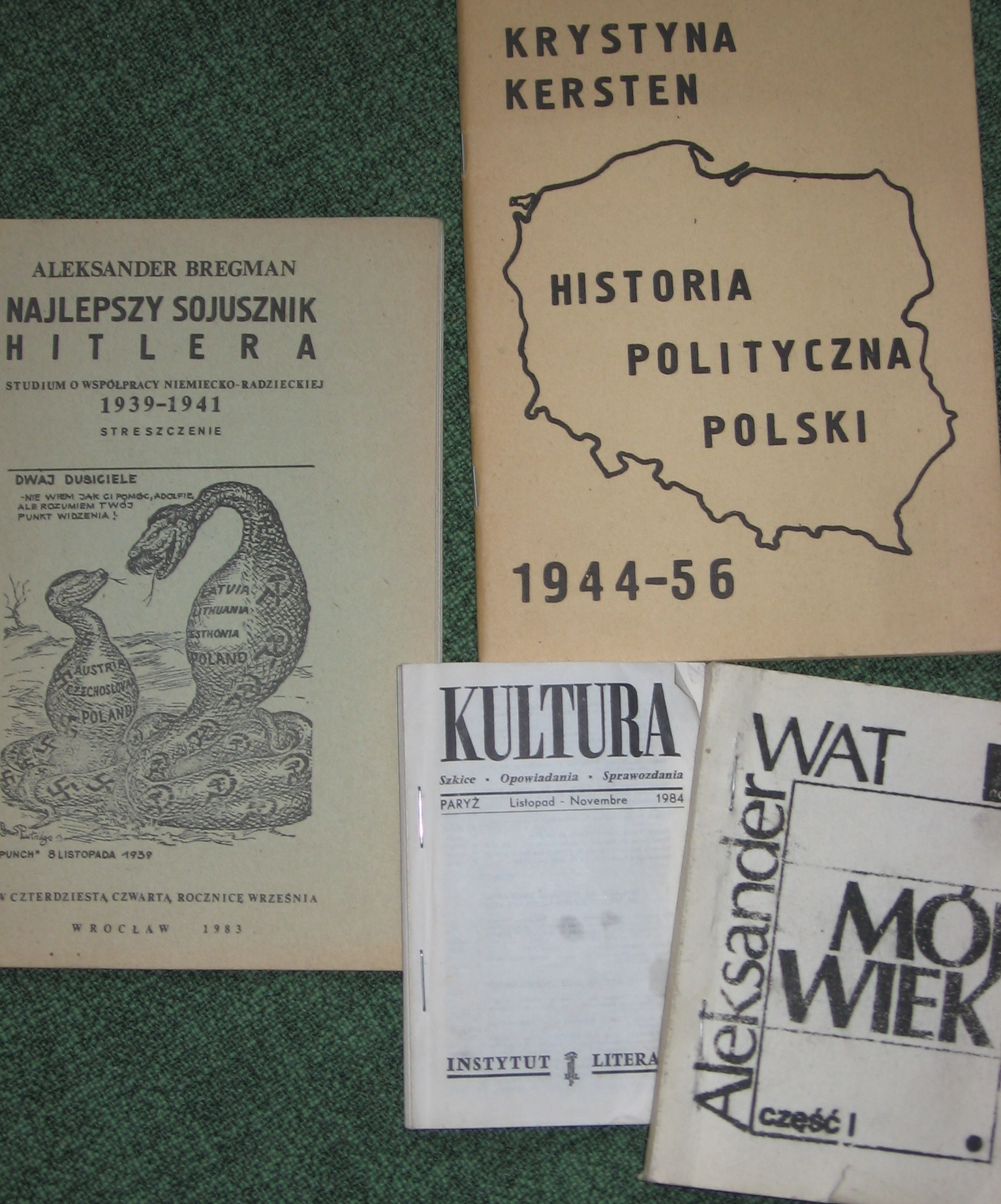
Selezione di pubblicazioni clandestine polacche durante la Seconda guerra mondiale.

Vi erano oltre 1.000 giornali clandestini; tra i più importanti vi erano il Biuletyn Informacyjny dell'Armia Krajowa e la Rzeczpospolita della Delegazione governativa per la Polonia. In aggiunta alla pubblicazione di notizie (da trasmissioni radio occidentali intercettate), vi erano centinaia di pubblicazioni dedicate alla politica, all'economia, all'istruzione e alla letteratura (ad esempio, Sztuka i Naród). Il più alto volume di pubblicazioni registrato fu un numero di Biuletyn Informacyjny stampato in 43.000 copie; il volume medio delle pubblicazioni maggiori era di 1.000–5.000 copie. Il movimento clandestino polacco pubblicò anche libretti e opuscoli di immaginarie organizzazioni tedesche antinaziste volte a diffondere la disinformazione e ad abbassare il morale fra i Tedeschi. A volte si stampavano anche libri. Si stampavano anche altri elementi, come manifesti patriottici o falsi manifesti dell'amministrazione tedesca, che ordinavano ai Tedeschi di evacuare la Polonia o di dire ai Polacchi di registrare i gatti di casa.
I due più grandi editori clandestini erano l'Ufficio d'informazione e propaganda dell'Armia Krajowa e la Delegazione governativa per la Polonia. La Tajne Wojskowe Zakłady Wydawnicze (Casa Editrice Militare Segreta) di Jerzy Rutkowski (subordinata all'Armia Krajowa) fu probabilmente il più grande editore clandestino del mondo. In aggiunta ai titoli polacchi, l'Armia Krajowa stampava anche falsi giornali mirati ad abbassare il morale delle forze tedesche occupanti (come parte dell'Azione N). La maggior parte delle stamperie clandestine polacche erano collocate nella Varsavia occupata; fino alla Rivolta di Varsavia nell'estate del 1944 i Tedeschi trovarono oltre 16 macchine da stampa clandestine (i cui addetti furono solitamente giustiziati o mandati nei campi di concentramento). Il secondo più grande centro dell'editoria clandestina polacca era Cracovia. Là, scrittori e redattori affrontavano rischi simili: per esempio, quasi l'intera squadra di redazione del giornale clandestino satirico Na Ucho fu arrestata e i suoi capiredattori furono giustiziati a Cracovia il 27 maggio 1944. (Na Ucho fu il giornale polacco dedicato alla satira pubblicato più a lungo; furono pubblicati 20 numeri a partire dall'ottobre 1943.) La stampa clandestina fu sostenuta da un gran numero di attivisti; in aggiunta agli addetti che facevano funzionare le macchine da stampa, decine di corrieri clandestini distribuivano le pubblicazioni. Secondo alcune statistiche, questi corrieri erano tra i membri del movimento clandestino più frequentemente arrestati dai Tedeschi.
Sotto l'occupazione tedesca, le professioni dei giornalisti e degli scrittori furono virtualmente eliminate, poiché essi avevano poche opportunità di pubblicare il loro lavoro. Il Dipartimento della cultura dello Stato segreto sponsorizzò varie iniziative e individui, consentendo loro di continuare a fare il proprio lavoro e aiutandoli nella loro pubblicazioni. Romanzi e antologie furono pubblicati dalle stamperie clandestine; oltre 1.000 opere furono pubblicate clandestinamente nel corso della guerra. Si tennero discussioni letterarie ed eminenti scrittori del periodo che lavorarono in Polonia includevano, tra gli altri, Krzysztof Kamil Baczyński, Leslaw Bartelski, Tadeusz Borowski, Tadeusz Boy-Żeleński, Maria Dąbrowska, Tadeusz Gajcy, Zuzanna Ginczanka, Jarosław Iwaszkiewicz, il futuro vincitore del Premio Nobel Czesław Miłosz, Zofia Nałkowska, Jan Parandowski, Leopold Staff, Kazimierz Wyka e Jerzy Zawieyski. Gli scrittori scrivevano delle difficili condizioni nei campi dei prigionieri di guerra (Konstanty Ildefons Gałczyński, Stefan Flukowski, Leon Kruczkowski, Andrzej Nowicki e Marian Piechała), nei ghetti e perfino dall'interno dei campi di concentramento (Jan Maria Gisges, Halina Gołczowa, Zofia Górska (Romanowiczowa), Tadeusz Hołuj, Kazimierz Andrzej Jaworski e Marian Kubicki). Molti scrittori non sopravvissero alla guerra, tra i quali Krzysztof Kamil Baczyński, Wacław Berent, Tadeusz Boy-Żeleński, Tadeusz Gajcy, Zuzanna Ginczanka, Juliusz Kaden-Bandrowski, Stefan Kiedrzyński, Janusz Korczak, Halina Krahelska, Tadeusz Hollender, Witold Hulewicz, Ferdynand Antoni Ossendowski, Włodzimierz Pietrzak, Leon Pomirowski, Kazimierz Przerwa-Tetmajer e Bruno Schulz.

### Arti figurative e musica

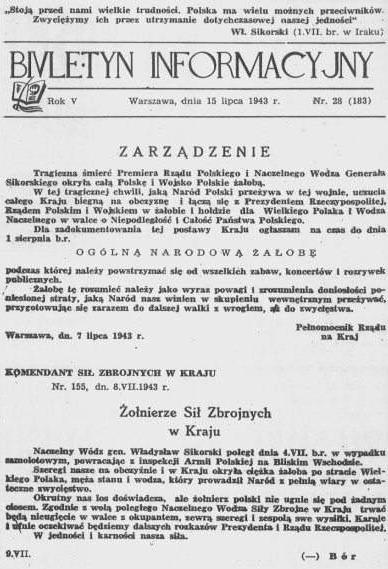
Il Bollettino Informativo dello Stato segreto polacco, 15 luglio 1943, riporta la morte del generale Sikorski e ordina un giorno di lutto nazionale

Con la censura del teatro polacco (e la fine virtuale dell'industria radiofonica e cinematografica polacca), furono creati teatri clandestini, in primo luogo a Varsavia e a Cracovia, con spettacoli presentati in varie località segrete. A cominciare dal 1940 i teatri furono coordinati dal Consiglio teatrale segreto. Quattro grandi compagnie e più di 40 gruppi minori furono attivi durante tutta la guerra, perfino nella prigione Pawiak della Gestapo a Varsavia e ad Auschwitz; furono create anche scuole di recitazione clandestine. Gli attori clandestini, molti dei quali ufficialmente svolgevano lavori comuni, includevano Karol Adwentowicz, Elżbieta Barszczewska, Henryk Borowski, Wojciech Brydziński, Władysław Hańcza, Stefan Jaracz, Tadeusz Kantor, Mieczysław Kotlarczyk, Bohdan Korzeniowski, Jan Kreczmar, Adam Mularczyk, Andrzej Pronaszko, Leon Schiller, Arnold Szyfman, Stanisława Umińska, Edmund Wierciński, Maria Wiercińska, Karol Wojtyła (che divenne poi Papa Giovanni Paolo II), Marian Wyrzykowski, Jerzy Zawieyski e altri. Il teatro fu attivo anche nei ghetti ebraici e nei campi per prigionieri di guerra.
Anche la musica polacca, incluse le orchestre, entrò in clandestinità. I principali musicisti e direttori polacchi (Adam Didur, Zbigniew Drzewiecki, Jan Ekier, Barbara Kostrzewska, Zygmunt Latoszewski, Jerzy Lefeld, Witold Lutosławski, Andrzej Panufnik, Piotr Perkowski, Edmund Rudnicki, Eugenia Umińska, Jerzy Waldorff, Kazimierz Wiłkomirski, Maria Wiłkomirska, Bolesław Woytowicz, Mira Zimińska) si esibivano nei ristoranti, nei caffè e in case private, con i più audaci che cantavano ballate patriottiche sulle strade mentre eludevano le pattuglie tedesche. Furono scritte canzoni patriottiche, come Siekiera, motyka, la canzone più popolare della Varsavia occupata. Furono messi in scena teatri dei burattini. I musicisti (ad es. Władysław Szpilman) e gli artisti ebraici si esibivano ugualmente nei ghetti e perfino nei campi di concentramento. Sebbene molti di loro morirono, alcuni sopravvissero all'estero, come Alexandre Tansman negli Stati Uniti, ed Eddie Rosner e Henryk Wars nell'Unione Sovietica.
Anche le arti figurative furono praticate clandestinamente. Caffè, ristoranti e case private furono trasformati in gallerie; alcuni furono chiusi, con i loro proprietari, il loro personale e i loro mecenati vessati, arrestati o perfino giustiziati. Gli artisti clandestini polacchi includevano Eryk Lipiński, Stanisław Miedza-Tomaszewski, Stanisław Ostoja-Chrostowski e Konstanty Maria Sopoćko. Alcuni artisti lavorarono direttamente per lo Stato Segreto, falsificando denaro e documenti, e creando arte antinazista (manifesti e caricature satiriche) o simboli patriottici polacchi (per esempio la kotwica). Queste opere erano ristampate su macchine clandestine e quelle destinate all'esposizione pubblica erano attaccate ai muri o dipinte su di essi come graffiti. Molte di queste attività furono coordinate sotto l'Operazione Azione N dell'Ufficio di informazione e propaganda dell'Armia Krajowa. Nel 1944 tre giganteschi (6 m) pupazzi, caricature di Adolf Hitler e Benito Mussolini, furono esposti con successo in luoghi pubblici di Varsavia. Alcuni artisti registrarono la vita e la morte nella Polonia occupata; malgrado i divieti tedeschi ai Polacchi di usare macchine fotografiche, furono fatte fotografie e perfino film. sebbene fosse possibile far funzionare una stazione radio clandestina, audizioni clandestine furono registrate e introdotte nelle radio tedesche e nei sistemi di altoparlanti. Furono disegnati ed emessi francobolli clandestini. Poiché i Tedeschi avevano messo al bando anche le attività sportive polacche, furono creati circoli sportivi clandestini; furono organizzate partite e perfino tornei clandestini di calcio a Varsavia, Cracovia e Poznań, sebbene questi eventi fossero di solito dispersi dai Tedeschi. Tutte queste attività erano sostenute dal Dipartimento di cultura dello Stato segreto.

### Rivolta di Varsavia
Durante la Rivolta di Varsavia (agosto-ottobre 1944), la gente nei territori controllati dai Polacchi si sforzò di ricreare la vita quotidiana precedente del proprio paese libero. La vita culturale era vivace sia tra i soldati sia tra la popolazione civile, con disponibili teatri, cinema, uffici postali, giornali e attività simili. Il 10º Torneo clandestino di poesia si tenne durante la Rivolta, con premi che erano armi (la maggior parte dei poeti polacchi della generazione più giovane erano anche membri della resistenza). Guidato da Antoni Bohdziewicz, l'Ufficio di informazione e propaganda dell'Armia Krajowa creò perfino tre cinegiornali e oltre 30.000 m di pellicola per documentare la lotta.
Eugeniusz Lokajski fece circa 1.000 fotografie prima di morire; Sylwester Braun circa 3.000, di cui ne sono sopravvissute 1.500; Jerzy Tomaszewski circa 1.000, di cui ne sono sopravvissute circa 600.

## Cultura in esilio
Gli artisti polacchi lavorarono anche all'estero, fuori dall'Europa occupata. Arkady Fiedler, residente in Gran Bretagna con le forze armate polacche in Occidente scrisse della 303ª squadriglia di caccia polacca. Melchior Wańkowicz scrisse a sua volta del contributo polacco alla conquista di Monte Cassino in Italia. Tra gli altri scrittori che lavoravano all'estero vi erano Jan Lechoń, Antoni Słonimski, Kazimierz Wierzyński e Julian Tuwim. Vi furono artisti che si esibirono per le forze armate polacche in Occidente così come per quelle in Oriente. Tra i musicisti che si esibirono per il Secondo corpo polacco in un cabaret Polska Parada furono Henryk Wars e Irena Anders. La canzone più famosa dei soldati che combattevano sotto gli Alleati fu Czerwone maki na Monte Cassino (I papaveri rossi su Monte Cassino), composta da Feliks Konarski e Alfred Schultz nel 1944. Vi furono anche teatri polacchi in esilio sia in Oriente sia in Occidente. Parecchi pittori polacchi, per la maggior parte soldati del II Corpo polacco, continuarono a lavorare per tutta la guerra, compresi Tadeusz Piotr Potworowski, Adam Kossowski, Marian Kratochwil, Bolesław Leitgeber e Stefan Knapp.

## Influenza sulla cultura post-bellica
I tentativi del tempo di guerra di distruggere la cultura polacca potrebbero invece averla rafforzata. Norman Davies scrisse in God's Playground: "Nel 1945, come premio per sacrifici indicibili, l'attaccamento dei sopravvissuti alla loro cultura nativa era più forte di prima." Similmente, classi clandestine molto unite, dalle scuole primarie alle università, erano celebri per la loro qualità elevata, dovuta in parte anche al più basso rapporto tra studenti e insegnanti. La cultura che ne risultava, tuttavia, era diversa dalla cultura polacca nel periodo interbellico per un numero di ragioni. La distruzione della comunità ebraica della Polonia, i cambiamenti territoriali della Polonia dopo la Seconda guerra mondiale e le migrazioni dopo la guerra lasciarono la Polonia senza le sue minoranze etniche storiche. La nazione multiculturale non esisteva più.

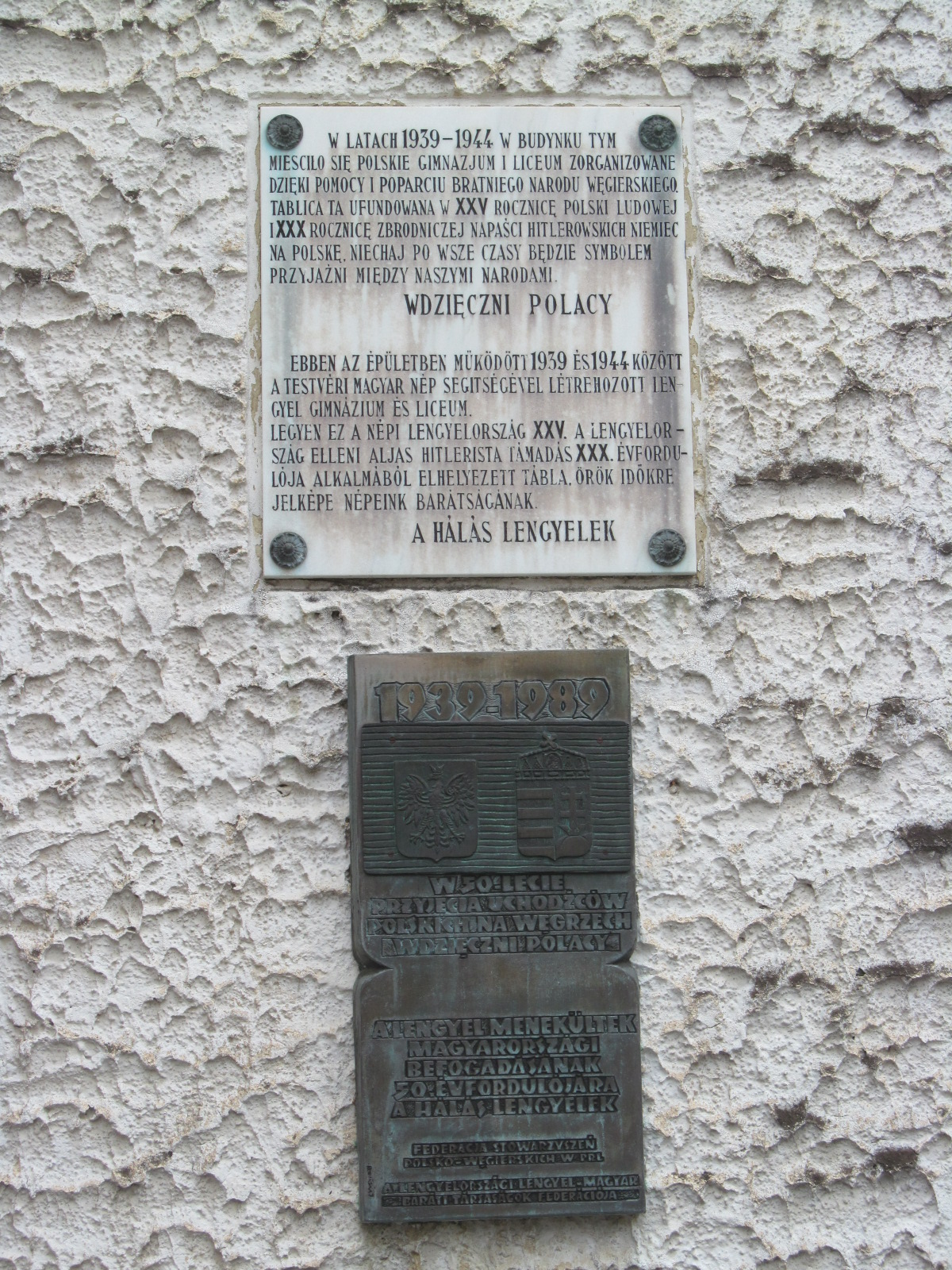
Una targa sulla parete di una scuola polacca a Balotonboglár

L'esperienza della seconda guerra mondiale pose la sua impronta su una generazione di artisti polacchi che divenne nota come la "generazione dei Colombo": il termine denota un'intera generazione di Polacchi, nata subito dopo che la Polonia riottenne la sua indipendenza del 1918, la cui adolescenza fu segnata dalla seconda guerra mondiale. Nella loro arte, essi "scoprirono una nuova Polonia" – cambiata per sempre dalle atrocità della guerra e dalla successiva creazione di una Polonia comunista.
Nel corso degli anni, quasi tre quarti dei Polacchi hanno enfatizzato l'importanza della seconda guerra mondiale per l'identità nazionale polacca. Molte opere d'arte polacche create a partire da quel periodo si sono incentrate intorno a eventi della guerra. I libri di Tadeusz Borowski, Adolf Rudnicki, Henryk Grynberg, Miron Białoszewski, Hanna Krall e altri; i film, inclusi quelli di Andrzej Wajda (Generazione, I dannati di Varsavia, Cenere e diamanti, Lotna, Un amore in Germania, Dottor Korczak, Katyń); serie televisive (Quattro carristi e un cane e Scommesse più grandi della vita); musica (Powstanie Warszawskie); e perfino albi a fumetti – tutte queste diverse opere hanno riflettuto quei tempi. Lo storico polacco Tomasz Szarota scrisse nel 1996: